# 슈퍼 스매시브라더스 for 닌텐도 3DS/Wii U
《슈퍼 스매시브라더스 for 닌텐도 3DS/Wii U》(일본어: 大乱闘スマッシュブラザーズ for Nintendo 3DS/Wii U, Super Smash Bros. for Nintendo 3DS/Wii U)는 슈퍼 스매시브라더스 시리즈의 네 번째 시리즈이다. 대한민국에서는 일본과 동일한 이름으로 나온 전작인 대난투 스매시브라더스 X와 달리 서구권에서 붙인 이름 그대로 Super Smash Bros. for Nintendo 3DS로 발매되었다.

## 정보
다른 슈퍼 스매시브라더스 게임처럼 유명한 게임 캐릭터들이 서로 싸우는 게임이다.

## 플레이 가능한 캐릭터
모두 58종의 캐릭터로 플레이할 수 있으며 처음에는 36종으로 플레이 할 수 있다.
| 캐릭터명         | 등장하는 게임 시리즈                 | 성우(일본어)                                | 성우(영어)                               |
| ---------------- | ------------------------------------ | ------------------------------------------- | ---------------------------------------- |
| 마리오           | 슈퍼마리오                           | 찰스 마티네이                               | 찰스 마티네이                            |
| 루이지           | 슈퍼마리오                           | 찰스 마티네이                               | 찰스 마티네이                            |
| 피치             | 슈퍼마리오                           | 서맨사 켈리                                 | 서맨사 켈리                              |
| 닥터마리오       | 슈퍼마리오                           | 찰스 마티네이                               | 찰스 마티네이                            |
| 쿠파             | 슈퍼마리오                           | 효과음                                      | 효과음                                   |
| 쿠파주니어       | 슈퍼마리오                           | 케이티 서고연                               | 케이티 서고연                            |
| 로젤리나&치코    | 슈퍼마리오                           | 케리 케인(로젤리나), 타케자와 유야(치코)    | 케리 케인(로젤리나), 타케자와 유야(치코) |
| 동키콩           | 동키콩                               | 효과음                                      | 효과음                                   |
| 디디콩           | 동키콩                               | 효과음                                      | 효과음                                   |
| 요시             | 요시                                 | 토타카 카즈미                               | 토타카 카즈미                            |
| 와리오           | 메이드 인 와리오                     | 찰스 마티네이                               | 찰스 마티네이                            |
| 링크             | 젤다의 전설                          | 사사누마 아키라                             | 사사누마 아키라                          |
| 젤다             | 젤다의 전설                          | 미즈사와 준                                 | 미즈사와 준                              |
| 가논돌프         | 젤다의 전설                          | 미야타 히로노리                             | 미야타 히로노리                          |
| 시크             | 젤다의 전설                          | 미즈사와 준                                 | 미즈사와 준                              |
| 툰링크           | 젤다의 전설                          | 마쓰모토 사치                               | 마쓰모토 사치                            |
| 사무스           | 메트로이드                           | 효과음                                      | 효과음                                   |
| 제로 슈트 사무스 | 메트로이드                           | 알리시아 글라이드웰                         | 알리시아 글라이드웰                      |
| 커비             | 별의 커비                            | 오모토 마키코                               | 오모토 마키코                            |
| 메타 나이트      | 별의 커비                            | 키사이치 아츠시                             | 에릭 뉴섬                                |
| 디디디 대왕      | 별의 커비                            | 사쿠라이 마사히로                           | 사쿠라이 마사히로                        |
| 리틀맥           | Punch-Out!!                          | 토리우미 코스케                             | 토리우미 코스케                          |
| 폭스             | 스타폭스                             | 노지마 켄지                                 | 마이크 웨스트                            |
| 팔코             | 스타폭스                             | 에가와 히사오                               | 마크 런드                                |
| 피카츄           | 포켓몬스터                           | 오타니 이쿠에                               | 오타니 이쿠에                            |
| 푸린             | 포켓몬스터                           | 카나이 미카                                 | 레이철 릴리스                            |
| 리자몽           | 포켓몬스터                           | 미키 신이치로                               | 미키 신이치로                            |
| 루카리오         | 포켓몬스터                           | 나미카와 다이스케                           | 숀 셰멀                                  |
| 뮤츠             | 포켓몬스터                           | 후지와라 케이지                             | 후지와라 케이지                          |
| 개굴닌자         | 포켓몬스터                           | 우에다 유지                                 | 빌리 밥 톰슨                             |
| 캡틴 팔콘        | F-Zero                               | 호리카와 료                                 | 호리카와 료                              |
| 네스             | EarthBound                           | 오모토 마키코                               | 오모토 마키코                            |
| 류카             | EarthBound                           | 레니 미넬라                                 | 레니 미넬라                              |
| 마르스           | 파이어 엠블렘                        | 미도리카와 히카루                           | 미도리카와 히카루                        |
| 아이크           | 파이어 엠블렘                        | 하기 미치히코                               | 제이슨 애드킨스                          |
| 루키나           | 파이어 엠블렘                        | 코바야시 유우                               | 로라 베일리                              |
| 러플레           | 파이어 엠블렘                        | 남성: 호소야 요시마사 여성: 사와시로 미유키 | 남성: 데이비드 빈센트 여성: 로런 랜다    |
| 로이             | 파이어 엠블렘                        | 후쿠야마 준                                 | 후쿠야마 준                              |
| 카무이           | 파이어 엠블렘                        | 남성: 시마자키 노부나가 여성: 사토 사토미   | 남성: 캠 클라크 여성: 마르셀라 렌츠 포프 |
| 얼음 타기        | Ice Climber                          | 코바야시 사나에                             | 코바야시 사나에                          |
| Mr. 게임&워치    | Game & Watch                         | 효과음                                      | 효과음                                   |
| 피트             | Kid Icarus                           | 타카야마 미나미                             | 안토니 델 리오                           |
| 파르테나         | Kid Icarus                           | 히사카와 아야                               | 브랜디 콥                                |
| 블랙피트         | Kid Icarus                           | 타카야마 미나미                             | 안토니 델 리오                           |
| 피크민&올리마    | 피크민                               | 아사히 아츠코(피크민)                       | 아사히 아츠코(피크민)                    |
| 마을 주민        | 동물의 숲                            | 없음                                        | 없음                                     |
| R.O.B.           | Nintendo Entertainment System R.O.B. | 효과음                                      | 효과음                                   |
| Wii Fit 트레이너 | Wii Fit                              | 남성: 히구치 토모유키 여성: 히로세 히토미   | 남성: 스티브 하인케 여성: 옥토버 무어    |
| 슈르크           | Xenoblade Chronicles                 | 아사누마 신타로                             | 아담 하우덴                              |
| 덕헌트           | 덕헌트                               | 효과음                                      | 효과음                                   |
| 록맨             | 록맨                                 | 없음                                        | 없음                                     |
| 팩맨             | 팩맨                                 | 없음                                        | 없음                                     |
| 소닉             | 소닉                                 | 카네마루 준이치                             | 로저 크레이그 스미스                     |
| Ryu              | Street Fighter                       | 타카하시 히로키                             | 카일 에이베어                            |
| 클라우드         | Final Fantasy VII                    | 사쿠라이 타카히로                           | 사쿠라이 타카히로                        |
| 베요네타         | Bayonetta                            | 타나카 아츠코                               | 헬레나 테일러                            |
| Mii 파이터       | Mii                                  |                                             |                                          |

## 평가
| 평론 점수 평론사 점수 3DS Wii U 올게임 [ 1 ] [ 2 ] 디스트럭토이드 9/10 [ 3 ] 9.5/10 [ 4 ] 통합 점수 메타크리틱 85/100 [ 5 ] 92/100 [ 6 ] |        |        |
| 평론 점수 |        |        |
| 평론사 | 점수   | 점수   |
| 평론사 | 3DS    | Wii U  |
| 올게임 | [ 1 ]  | [ 2 ]  |
| 디스트럭토이드 | 9/10   | 9.5/10 |
| 통합 점수 |        |        |
| 메타크리틱 | 85/100 | 92/100 |